# Марк Валерий Хомул
Марк Валерий Хомул (на латински: Marcus Valerius Homullus) e политик и сенатор на Римската империя през 2 век.
През 152 г. Валерий Хомул е консул заедно с Маний Ацилий Глабрион.